# روز شنايدرمان
روز شنايدرمان (6 أبريل 1882-11 أغسطس 1972) هي اشتراكية ونسوية أمريكية بولندية المولد، وإحدى أبرز قادة النقابات العمالية النسائية. بصفتها عضوًا في الرابطة النقابية النسائية في نيويورك، لفتت الانتباه إلى ظروف العمل غير الآمنة، بعد حريق مصنع تراينغل للقمصان عام 1911، وباعتبارها مناصرة لحق اقتراع النساء، ساعدت في تمرير استفتاء ولاية نيويورك لعام 1917 الذي منح المرأة الحق في تصويت. كانت شنايدرمان أيضًا عضوًا مؤسسًا في الاتحاد الأمريكي للحريات المدنية وشغلت منصبًا في المجلس الاستشاري للعمل التابع لإدارة التعافي الوطني في عهد الرئيس فرانكلين د. روزفلت. يعود لها الفضل في صياغة عبارة «الخبز والورود»، للإشارة إلى حق العامل في شيء أعلى من الكفاف.

## نشأتها
ولدت روز شنايدرمان باسم راشيل شنايدرمان في 6 أبريل 1882، وهي الأولى من بين أربعة أطفال لعائلة يهودية متدينة، في قرية ساوين، على بعد 14 كيلومترًا شمال شيلم في بولندا الروسية. عمل والداها، سامويل وديبورا (روثمان) شنايدرمان، في حرفة الخياطة. ارتادت شنايدرمان في البداية المدرسة العبرية، المحجوزة عادةً للبنين، في ساوين، ثم مدرسة عامة روسية في شيلم. في عام 1890 هاجرت العائلة إلى الجانب الشرقي الأدنى من مدينة نيويورك. توفي والد شنايدرمان في شتاء عام 1892، وترك الأسرة في حالة فقر. عملت والدتها كخياطة، في محاولة للحفاظ على تماسك الأسرة، لكن الضغوط المالية أجبرتها على وضع أطفالها في دار أيتام يهودي لبعض الوقت. تركت شنايدرمان المدرسة عام 1895 بعد الصف السادس، رغم أنها كانت تود مواصلة تعليمها. ذهبت إلى العمل، إذ بدأت كأمينة صندوق في متجر متعدد الأقسام ثم في عام 1898 كخياطة بطانة في مصنع أغطية في الجانب الشرقي الأدنى. في عام 1902، انتقلت هي وبقية أفراد عائلتها لفترة وجيزة إلى مونتريال، حيث طورت اهتمامًا بالسياسة الراديكالية والنقابية.

## المسيرة المهنية
عادت إلى نيويورك عام 1903 وبدأت، مع زميل لها، في تنظيم النساء في مصنعها. عندما تقدموا بطلب للحصول على ميثاق إلى نقابة صناع القبعات المتحدة، طلبت منهم النقابة العودة بعد أن ينجحوا بتنظيم 25 امرأة. لقد فعلوا ذلك في غضون أيام، ثم أسست النقابة أول جمعية محلية للنساء.
حصلت شنايدرمان على اعتراف أوسع خلال إضراب صانعي القبعات على مستوى المدينة عام 1905. انتخبت سكرتيرة محلية لها ومندوبة إلى نقابة العمال المركزية في مدينة نيويورك، واتصلت باتحاد نقابات عمال نيويورك، وهي منظمة قدمت الدعم المعنوي والمالي للجهود التنظيمية للعاملات. أصبحت بفترة قصيرة إحدى أبرز الأعضاء وانتخبت نائبة رئيس فرع نيويورك عام 1908. غادرت المصنع للعمل في الرابطة، وارتادت الكلية براتب يقدمه أحد أنصار الرابطة الأثرياء. كانت مشاركة نشطة في انتفاضة العشرين ألف، الإضراب الضخم لعمال القمصان في مدينة نيويورك بقيادة الاتحاد الدولي لعمال الملابس للسيدات عام 1909. كانت أيضًا عضوًا رئيسيًا في المؤتمر الدولي الأول للنساء العاملات عام 1919، والذي كان يهدف إلى معالجة ظروف عمل المرأة في المؤتمر السنوي الأول لمنظمة العمل الدولية.

### حريق مصنع تراينغل للقمصان
في حريق مصنع تراينغل للقمصان عام 1911، احترق 146 من عمال الملابس أحياءً أو ماتوا وهم يقفزون من الطابق التاسع من مبنى المصنع، ما أدى إلى إثارة الظروف التي كانت تصارعها شنايدرمان والرابطة النسائية النقابية والحركة النقابية. وقد وثقت الرابطة النسائية النقابية ظروفًا غير آمنة مماثلة؛ مصانع دون مخارج حريق أو مصانع أغلقت أبواب الخروج لمنع العمال من سرقة المواد، وفي عشرات المصانع المستغلة للعمال في مدينة نيويورك والمجتمعات المحيطة؛ لقي خمسة وعشرون عاملاً مصرعهم في حريق مماثل في مصنع شغالة في نيوارك، نيو جيرسي، قبل وقت قصير من كارثة مصنع تراينغل. أعربت شنايدرمان عن غضبها في الاجتماع التذكاري الذي عقد في دار الأوبرا متروبوليتان في 2 أبريل 1911، لجمهور يتكون بشكل كبير من أعضاء الرابطة النسائية النقابية الأثرياء:
«سأكون خائنة لهذه الجثث المحترقة المسكينة إذا جئت إلى هنا لأتحدث عن زمالة جيدة. لقد جربناكم أيها الناس الطيبون ووجدناكم راغبين. كان لمحاكم التفتيش القديمة مخلعتها ومساميرها وأدوات التعذيب بالأسنان الحديدية. نحن نعرف ما هي هذه الأشياء اليوم. الأسنان الحديدية هي احتياجاتنا، والمسامير هي الآلات عالية القوة والسريعة التي يجب أن نعمل بالقرب منها، والمخلعة موجودة هنا في هياكل المصانع المستغلة التي ستدمرنا في اللحظة التي تشتعل فيها النيران.
ليست هذه المرة الأولى التي تحترق فيها فتيات أحياء في المدينة. أعلم كل أسبوع بوفاة إحدى أخواتي العاملات. كل عام يتشوه الآلاف منا. حياة الرجال والنساء رخيصة جدًا والممتلكات مقدسة جدًا. هناك الكثير منا لوظيفة واحدة، ولا يهم كثيرًا إذا احترق 143 منا حتى الموت.
لقد جربناكم أيها المواطنون. نحن نحاول معكم الآن، ولديكم بضع دولارات للأم الحزينة والإخوة والأخوات على شكل هدية خيرية. لكن في كل مرة يخرج فيها العمال بالطريقة الوحيدة التي يعرفونها للاحتجاج على ظروف لا تطاق، يُسمح لليد القوية للقانون بالضغط علينا بشدة.
ليس لدى المسؤولين الحكوميين سوى كلمات تحذير لنا؛ محذرين من أننا يجب أن نكون منظمين بشكل مكثف ويجب أن نكون مسالمين جدًا، ولديهم مستودع عمل بعد كل تحذيراتهم. تدفعنا يد القانون القوية، عندما ننتفض، إلى الظروف التي تجعل الحياة لا تطاق.
لا أستطيع أن أتحدث عن الزمالة إليكم أيها المجتمعين هنا. سالت الكثير من الدماء. أعلم من تجربتي أن الأمر متروك للعاملين لإنقاذ أنفسهم. الطريقة الوحيدة لإنقاذ أنفسهم هي بواسطة حركة قوية من الطبقة العاملة».
على الرغم من كلماتها القاسية، واصلت شنايدرمان العمل في الرابطة النسائية النقابية كمنظِمة، وعادت إليها بعد عام محبط من العمل مع موظفي الاتحاد الدولي لعمال الملابس النسائية الذي يهيمن عليه الذكور. أصبحت فيما بعد رئيسة لفرعها في نيويورك، ثم رئيسةً وطنية لها لأكثر من عشرين عامًا حتى حُلَّت في عام 1950.
في عام 1920، ترشحت شنايدرمان لمجلس الشيوخ الأمريكي عن حزب العمال لولاية نيويورك، وحصل على 15,086 صوتًا وأنهت الانتخابات بعد عضو حزب الحظر إيلا أ.بول (159,623 صوتًا) والاشتراكي جاكوب بانكين (151,246). دعا برنامجها إلى بناء مساكن غير ربحية للعمال، وتحسين مدارس الأحياء، ومرافق الطاقة المملوكة للقطاع العام وأسواق المواد الغذائية الأساسية، والتأمين الصحي والبطالة الممولان من الدولة لجميع الأمريكيين.
كانت شنايدرمان عضوًا مؤسسًا لاتحاد الحريات المدنية الأمريكي، وأصبحت صديقة لإلينور روزفلت وزوجها فرانكلين د. روزفلت. في عام 1926، انتُخبت رئيسة للرابطة النسائية النقابية الوطنية، وهو المنصب الذي احتفظت به حتى تقاعدها. في عام 1933، كانت المرأة الوحيدة التي عينها الرئيس روزفلت في المجلس الاستشاري للعمل التابع لإدارة التعافي الوطني، وكانت عضوة في صندوق أفكار روزفلت خلال ذلك العقد. من عام 1937 إلى عام 1944 كانت وزيرة العمل في ولاية نيويورك، وقامت بحملة لتوسيع نطاق الضمان الاجتماعي ليشمل عمال المنازل ومن أجل المساواة في الأجر للعاملات. خلال أواخر الثلاثينيات وأوائل الأربعينيات من القرن الماضي، شاركت في جهود إنقاذ يهود أوروبا، لكنها لم تستطع إنقاذ سوى عدد قليل. كتب لها ألبرت أينشتاين: «يجب أن يكون مصدر متعة عميق لك أن تقدمي مساهمة مهمة جدًا لإنقاذ إخواننا اليهود المضطهدين من الخطر الكارثي المحيق بهم وقيادتهم نحو مستقبل أفضل».